# Nectamia annularis
Nectamia annularis és una espècie de peix pertanyent a la família dels apogònids.

## Descripció
- Pot arribar a fer 7 cm de llargària màxima.[2][3]

## Alimentació
Menja plàncton.

## Hàbitat
És un peix marí, associat als esculls i de clima tropical (27°N-15°N, 33°E-42°E) que viu entre 0-17 m de fondària.

## Distribució geogràfica
Es troba al mar Roig i el golf d'Aden.

## Estat de conservació
Podria patir una disminució localitzada en algunes àrees a causa de la degradació del seu hàbitat (en particular, els esculls de corall d'Eilat, els quals són amenaçats per les aigües residuals, les descàrregues de combustible dels vaixells, la pressió turística intensa i l'abocament de detergents i fosfats).

## Observacions
És inofensiu per als humans.